# American Colony Hotel

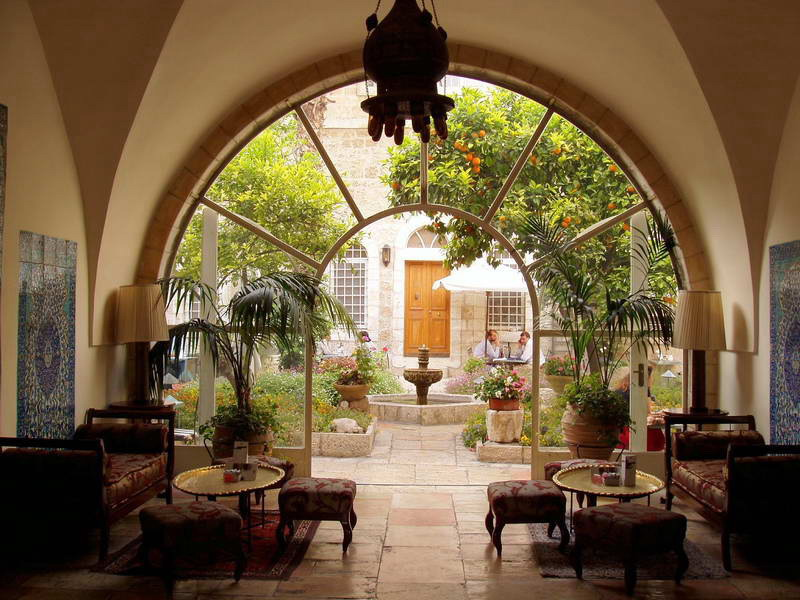
Eingangshalle mit Sicht auf Innenhof

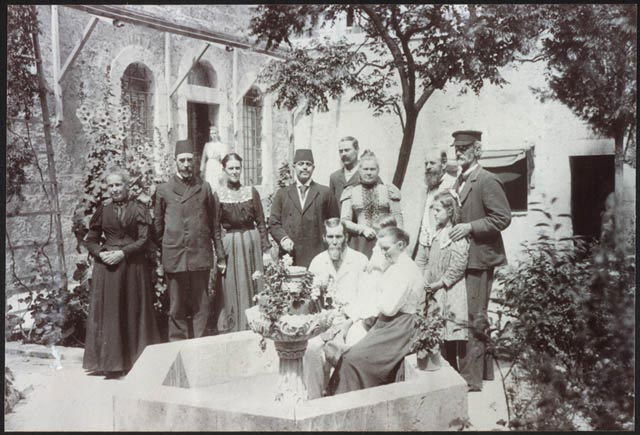
Im Garten um 1900

The American Colony Hotel ist ein kleines Luxushotel an der Louis-Vincent-Straße 1 in Ostjerusalemer Stadtteil Scheich Dscharrah. Es gehört zu den Leading Hotels of the World. Das Haus hat 71 Zimmer und 24 Suiten. Das Hotel geht auf eine evangelische Gründungsgemeinschaft zurück.

## Geschichte
Erster Besitzer des palastartigen Gebäudekomplexes nördlich des Damaskustors war Rabbah Daoud Amin Efendi al-Husseini, der es mit seinen vier Ehefrauen als Familienresidenz nutzte. Nach seinem Tod wurde das Gebäude an eine religiöse Kommune messianischer Christen aus der Jerusalemer Altstadt verkauft, die der Rechtsanwalt Horatio Spafford und seine Frau Anna gegründet hatten. Das Paar war, familiäre Tragödien und schwere finanzielle Verluste hinter sich lassend, 1881 aus Chicago nach Jerusalem gekommen, um in Frieden in der Heiligen Stadt zu leben und Menschen in Not zu helfen.
1894 folgten der Familie 70 Schweden, die ebenfalls in den Vereinigten Staaten gelebt hatten. 1896 stießen 55 Glaubensbrüder aus dem schwedischen Nås hinzu, die für 1897 das Weltenende erwarteten. Die Gemeinschaft hatte eine Schule unter der Leitung von John Dinsmore, Zeichnen lehrte Ernest Beaumont. Allerdings starben in den ersten fünf Jahren zwölf Schweden unter Verbot ärztlicher Hilfe an Krankheiten. Die Schriftstellerin Selma Lagerlöf bekam dies aber kaum mit, ihre Beschreibung der Sekte ist sehr positiv.
Die diktatorische Anna Spaffort, die angab, mit Gott in ständiger Zwiesprache zu sein, tat alles, damit ihre Gemeinschaftsmitglieder keinen Sex hatten und schikanierte die jungen Leute mit Heiratsverboten und kollektiven Verurteilungen durch die versammelte Gemeinschaft, was Fluchten und 1901 den Selbstmord von Furman Baldwin zur Folge hatte. Den Pastor Olof Henrik Larsson hatte sie vollständig entmachtet. Der von der schwedischen Jerusalemsföreningen entsannte Pastor Henrik Aurelius, der sechs Monate mit ihnen zusammenlebte, berichtete 1910 von Menschen, die mit resignierten Gesichtern frohe Botschaften verkündeten und äußerte Zweifel an der psychischen Gesundheit der Leute. 1911 besuchte Klas Pontus Arnoldson die Gemeinschaft.
Die christlich-utopischen Overcomers wurde als American Colony bekannt. Die Spaffords verstanden sich nicht als Missionare, wie auch ihr aus einer Chabad-Familie stammender Englischschüler Schmuel Meir Mashaiof berichtete, wohl wollten sie aber nach dem Vorbild der frühen Christen leben. Bald hatten sie mit ihrer Wohltätigkeit bei Juden, Christen und Muslimen Vertrauen gewonnen. Von den Anwohnern wurden sie nur kurz „die Amerikaner“ genannt. Die Gemeinschaft lebte als Selbstversorger, betrieb eine Schreinerwerkstatt und das heute bei Historikern beliebte American Colony Photo Department. Dieses geht auf Elijah Meyers, genannt Bombawi, zurück. Bombawi, Sohn eines Rabbiners in Bombay, war mit 19 Jahren zum Christentum konvertiert. An einer Art Jerusalem-Syndrom leidend, hielt er sich für den Propheten Elija. Lewis Larsson lernte von ihm die Fotografie.
Bertha Vester, die Tochter des Gründerpaars und eine sehr resolut auftretende Frau, entschied sich, vom Religiösen vermehrt zum Praktischen und Geschäftlichen überzugehen. Ihre Mutter hatte ihr ab 1904 acht Jahre lang die Ehe mit Frederick Vester verboten. Sie eröffnete ein Waisenhaus in der Altstadt, doch wurde 1902 die Colony in Kooperation mit dem Hotelier Baron Plato Grigorjewitsch Ustinow aus Jaffa (einem Großvater von Peter Ustinov), der eine Unterbringungsmöglichkeit für seine Gäste in Jerusalem suchte, in ein Hotel umgewandelt, das mit einem hohen Standard an Qualität und Komfort anspruchsvollen Erwartungen von westlichen Reisenden, Pilgern oder Kriegern genügen konnte, zumal auch Edmund Allenby, der 1. Viscount Allenby, britischer Feldmarschall an der Palästinafront im Ersten Weltkrieg, das Haus unter weißer Flagge gerne für Gespräche nutzte. T. E. Lawrence, der legendäre Lawrence von Arabien, soll hier Lowell Thomas von der New York Times seine Geschichten diktiert haben.
1948–1967 befand sich die stets um Neutralität bemühte Institution im jordanischen Ostjerusalem, seit dem Sechstagekrieg 1967 befindet sie sich im „wiedervereinigten“ Jerusalem, wie es von israelischer Seite offiziell heißt. Immer noch befindet sich das Hotel im Familienbesitz der Nachkommen der Spaffords. Die durch die Familiengenerationen durchgängig neutrale Haltung ließ das Hotel immer wieder zum geheimen Treffpunkt für Palästinenser und Israelis werden, für Gespräche und Verhandlungen. So wurden im Hotel die Friedensgespräche begonnen, die zum Oslo-Vertrag von 1993 geführt hatten. Bis heute versteht sich das American Colony Hotel als neutrale Zone im israelisch-palästinensischen Konflikt. Tony Blair, der bis Juni 2015 das Nahost-Quartett vertrat, hatte im Hotel ein Büro.
Auch die Mitarbeiter sind Angehörige von Judentum, Christentum und Islam und haben nicht nur untereinander keine Probleme, sondern sind zum Teil miteinander befreundet. Gäste waren unter anderem Winston Churchill, Leon Uris, Joan Baez, Bob Dylan, Philip Roth, Peter O’Toole, Marc Chagall, Alec Guinness, Graham Greene, John le Carré und Richard Gere. Um Letzteren vor den vielen weiblichen Fans zu schützen, musste, so die Hotelmanagerin im Reportage- und Reisemagazin Weltreisen im November 2010, die Polizei zu Hilfe geholt werden. Das mit armenischer Keramik, polierten Steinböden und Orientteppichen eingerichtete Haus hat ein nichtkoscheres Restaurant – das The Arabesque – mit mediterraner und arabischer Küche. Eine Kellerbar serviert Cocktails, im Sommer ist eine Bar im Palm House Garden offen. Für private Veranstaltungen stehen der Pasha’s Room und die Pasha’s Terrace zur Verfügung. Ein Außenswimmingpool ist vorhanden.

## Film
- Hotel-Legenden – Das American Colony Hotel in Jerusalem. ARD-Dokumentationsreihe, Sendung 17. August 2020 (45 Min.)